# Heinäsaari (ö i Södra Savolax, S:t Michel, lat 61,84, long 27,19)
Heinäsaari är en ö i Finland. Den ligger i sjön Ihastjärvi och i kommunen Sankt Michel i den ekonomiska regionen  S:t Michel och landskapet Södra Savolax, i den södra delen av landet, 220 km nordost om huvudstaden Helsingfors. Öns area är 0,3 hektar och dess största längd är 100 meter i nord-sydlig riktning.